# Prisión de Edimburgo
La Prisión de Edimburgo (en inglés: Edinburgh Prison o bien oficialmente HMP Edinburgh) está situada en el oeste de Edimburgo, en la vía principal A71, en una zona conocida ahora como Stenhouse, y, aunque nunca conocida como tal, se la ha llamado popularmente como "Prisión Saughton" por el antiguo nombre para el área general. La prisión está situada en el borde de una zona predominantemente residencial y cuenta con buen servicio de transporte y conexiones por carretera con el centro de la ciudad, que ofrecen un buen acceso tanto para los tribunales locales como para los visitantes de la prisión. El edificio de la prisión comenzó a operar el 31 de julio de 1914 con el primer preso siendo recibido en el año 1919. La prisión se compone actualmente de cuatro salas.; Glenesk, Hermiston, Ingliston y Ratho.